# 西非跳棋
西非跳棋（Yoté），是流行於西非的跳棋遊戲，與甘比亞跳棋類似。

西非跳棋

## 棋具
- 棋盤為5x6棋格。

- 以兩色棋子區分敵我，每方十二枚。

## 棋規
- 每回合玩家選擇三種行動之一：
  - 放一己子在空位上。
  - 移動己子往鄰邊空格，下回合不能移回原位。
  - 跳吃。

- 跳吃時，己棋需以橫直方向，跳過一枚鄰邊格的敵棋到同方向的緊連空格，然後把被跳過的敵棋移出棋盤，然後玩家選擇把場上任一敵棋或敵方手邊一枚棋子移出棋盤。

- 消滅所有敵棋者獲勝；或是任何玩家無法再行動時，以子多者獲勝。[2]

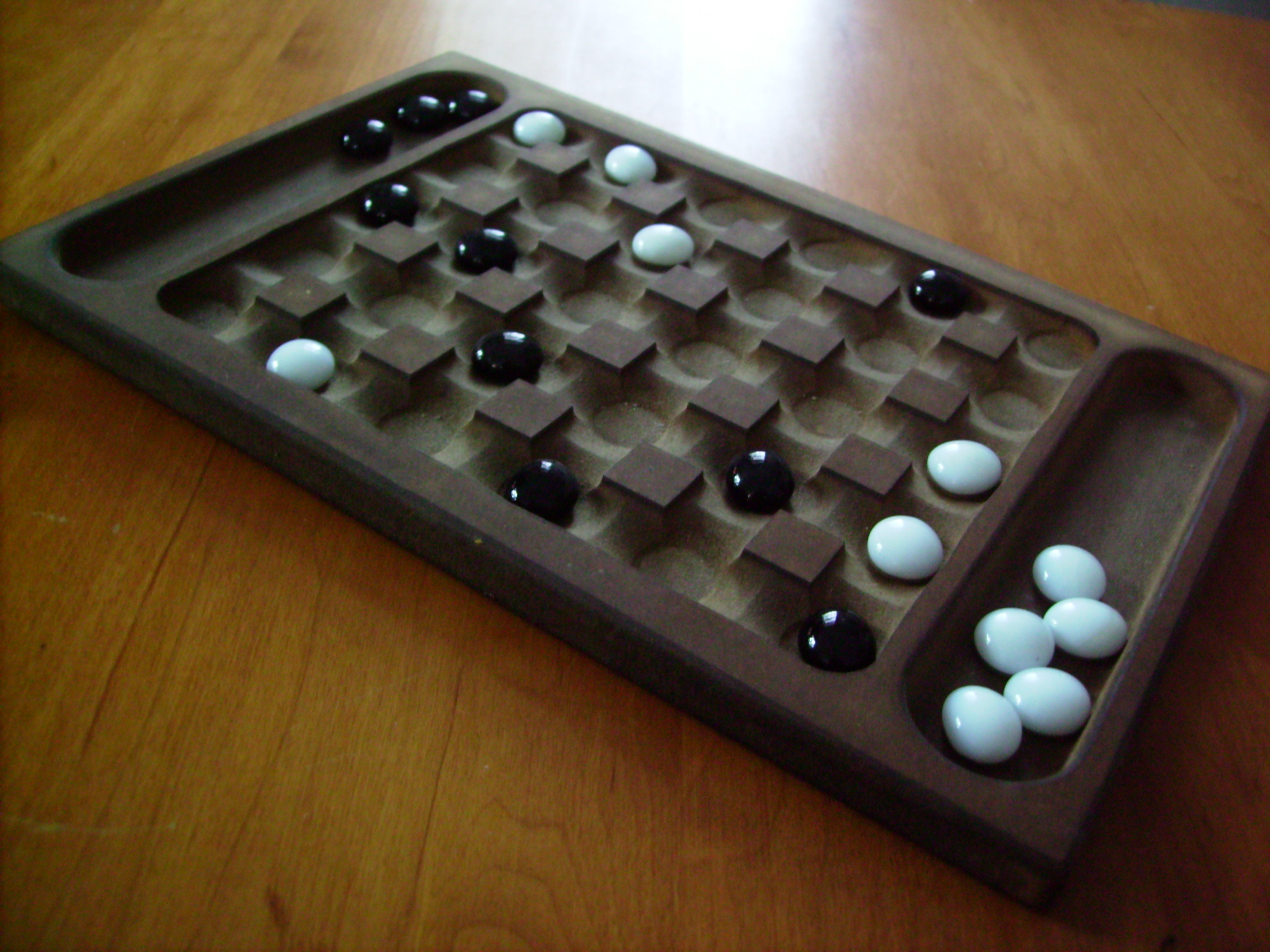
西非跳棋的商業產品

## 外部連結
- 遊戲介紹
- 線上遊戲 （页面存档备份，存于）
- 遊戲下載